# L'Anse-au-Loup
L'Anse-au-Loup est un village de Terre-Neuve-et-Labrador au Canada, située au sud du Labrador, c'est-à-dire dans la partie continentale de la province.
Le village comptait 558 habitants en 2016.

## Géographie
Le village est situé le long de la route 510, entre Forteau et L'Anse-au-Diable. La municipalité a été créée en 1975.
La localité de L'Anse-au-Loup est située sur le golfe du Saint-Laurent à l'ouest de la baie du Diable.